# Amsterdam (canción de Coldplay)
"'Amsterdam'" es una canción de la banda británica Coldplay, escrita por sus cuatro integrantes. Fue editada en su álbum "A Rush of Blood to the Head" de 2002 como la pista número 11. La canción lleva ese nombre ya que fue escrita en la ciudad de Ámsterdam en los Países Bajos. No fue lanzada como sencillo.
La canción fue escrita durante la gira del disco Parachutes entre 2000 y 2001 e interpretada en vivo tres ocasiones en esa gira. La primera vez que se tocó en vivo fue en el Enmore Theatre de Sídney, Australia el 7 de agosto de 2001. Amsterdam volvería a ser tocada durante el A Rush of Blood to the Head Tour y siendo incluida en el CD/DVD Live 2003.